# Wilson Fonseca
Wilson Dias da Fonseca, Wilson Fonseca ou Maestro Isoca (Santarém, 17 de novembro de 1912 – Belém, 24 de março de 2002) foi um maestro, compositor e escritor brasileiro. Atuou como um grande incentivador da cultura e da história da Amazônia, fundando a Academia Paraense de Música e como membro da Academia Paraense de Letras.
Compôs mais de 1 600 músicas, muitas delas inspiradas em temas folclóricos e nas belezas naturais da terra natal. Em Santarém, desde 1994 existe uma escola de música que leva o seu nome.

## Biografia
Em 1920, Wilson Fonseca iniciou os estudos musicais com o pai, maestro José Agostinho da Fonseca (1886-1945), tornando-se um dos grandes compositores paraenses do século XX, junto com Waldemar Henrique e Altino Pimenta.
Em 1922, integrou a banda  “Sete de Dezembro” (depois chamada "Três de Junho") tocando triângulo.
Em 1922, ingressou na Escola de Música do Colégio São Francisco, onde aprendeu a tocar requinta e saxofone alto. Em seguida, integrou como saxofonista na banda Juvenil Sinfônica Franciscana.
Em 1930, com o avanço do cinema mudo, Wilson Fonseca apresentou a primeira composição durante a exibição de um filme, a valsa Beatrice, como pianista do quarteto do Cinema Vitória. A partir daí, começou a compor regularmente, criando composições em vários estilos e finalidades, tais como: gênero sacro; folguedo popular; música de salão; “erudito”; arranjo para as mais diversas formações; dentre muitas outros.
Em 1948, fundou a "Sociedade Musical de Santarém" ou “Fundação do Clube Musical”, estando presidente até 1990.
Em 1951, junto com o irmão Wilde Fonseca, fundaram o "Coro da Catedral de Santarém". Época em que compuseram um grande número de recitais do gênero sacro para este grupo.
Em 1963, os irmãos Wilson e Wilde fundaram a "Banda Professor José Agostinho" (posteriormente chamada de "Filarmônica José Agostinho"), composta inicialmente por 30 músicos. Com apoio dos sargentos João de Deus Damasceno e Raimundo Bittencourt e da Prefeitura Municipal.
Em 1972, aposentou-se como funcionário do Banco do Brasil.
Em 1994, o maestro Wilson Fonseca fundou a "Escola de Música Maestro Wilson Fonseca", que trabalha atualmente em parceria com a Fundação Carlos Gomes. Mantendo os grupos musicais: Grande Coral, Coral de Flauta Doce, Grupo de Madeiras, Grupo de Metais, Grupo de Percussão, Big Band e a Orquestra Jovem Wilson Fonseca.
Em 1996, foi convidado para concorrer uma vaga na Academia Paraense de Letras (cadeira nº 7). Tornando-se o primeiro santareno nesta Academia. Foi membro da Academia Paraense de Música (cadeira nº 24, que tem como patrono seu pai e atual ocupante Vicente José Malheiros da Fonseca, seu filho).
Wilson Fonseca faleceu com 89 anos, sendo sepultado em Santarém. Em homenagem, a prefeitura municipal decretou luto oficial pela sua perda. O fato recebeu destaque na imprensa, inclusive no Congresso Nacional, em Brasília.[carece de fontes?]

## Obras
Wilson Fonseca é considerado um compositor prolífico e eclético, indo do popular ao erudito com composições e arranjos desde banda completa, até ópera com orquestra sinfônica. Produziu peças para: “piano solo” (39 obras); “canto e piano” (185 obras); bandas (111 obras dentre dobrados, hinos e marchas); folclore (117 peças), dentre as quais destacamos a série 40 “Santarém brincando de roda”, a série de 50 cantigas de rodas infantis de 1958, e a série de 10 cantigas de ninar recolhidas “Nos braços da mamãe” de 1967.

### Volumes
A  musical está reunida em 20 volumes (4 apenas publicados), com mais de 1 600 produções catalogadas, grande parte ainda inédita. Esse acervo inclui peças para canto e diversas combinações de instrumentos, para banda, composições orquestrais e líricas, além de arranjos e transcrições.
- 1º: Coral (1977) - 60 composições para coral.
- 2º: Música Sacra (1980) - 12 missas completas (7 com texto em latim) e 138 músicas.
- 3º: Valsas, Modinhas, Toadas, Tangos e Canções (1984): 58 valsas e 33 obras dentre modinhas, toadas, tangos e canções.
- 4º: Orquestra, Trios e Duetos (1982) - peças orquestrais e de camerísticas.
- 5º: Músicas para Banda: inédito. Obras para banda, especialmente os Dobrados nºs. 1 a 10.
- 6º: Músicas para Banda: inédito. Obras para banda, especialmente os Dobrados nºs. 11 a 20 e Hinos.
- 7º: Músicas para Banda: inédito. Obras para banda, especialmente os Dobrados nºs. 21 a 33, hinos, marchas para procissões, marcha fúnebre e diversos.
- 8º: Músicas para Banda: inédito. Obras diversas. l
- banda com gêneros diversos;
- 9º: Sambas, marchas, foxs e boleros: inédito.
- 10º: Gêneros diversos - Diversos-A (Tomo I): Obras de câmara, coral, piano, piano a 4 mãos, hinos. Inédito.
- 11°: Gêneros diversos - Diversos-A (Tomo II): Dobrados n°s. 34 a 38, obras para banda, câmara e coral. Inédito.
- 12°: Gêneros diversos - Diversos-A (Tomo III): Dobrados n°s. 39 a 42, obras para banda, câmara, coral e piano. Inédito. Inédito.
- 13°: Gêneros diversos - Diversos-A (Tomo IV): Dobrados n°s. 43 a 46, obras para banda, orquestra, câmara, piano e piano a 4 mãos. Inédito.
- 14°: "América 500 Anos" - Poema Sinfônico (1992). Inédito (música gravada pela Orquestra Sinfônica do Theatro da Paz, sob a regência do Maestro José Agostinho da Fonseca Júnior (neto de Wilson Fonseca), no ano do centenário de nascimento do compositor, 2012). Registro no CD "Wilson Fonseca Centenário", da série "Projeto Uirapuru - O Canto da Amazônia", Secult/PA).
- 15°: "Vitória-Régia - O Amor Cabano" (1996). Libreto: José Wilson Malheiros da Fonseca. Inédito.
- 16°: Gêneros diversos - Diversos-B (Tomo I). Inédito. Partes individuais dos Dobrados n°s. 1 a 10. Inédito.
- 17°: Gêneros diversos - Diversos-B (Tomo II). Partes individuais dos Dobrados n°s. 11 a 20 e Hinos. Inédito.
- 18°: Gêneros diversos - Diversos-B (Tomo III). Partes individuais dos Dobrados n°s. 21 a 33, marchas para procissões, marcha fúnebre, hinos e diversos. Inédito.
- 19°: Gêneros diversos - Diversos-B (Tomo IV). Partes individuais dos Dobrados n°s. 34 a 38, banda câmara e coral. Inédito.
- 20°: Gêneros diversos - Diversos-B (Tomo V). Inédito.

### Principais obras
- Hino de Santarém"- "Canção de Minha Saudade.
- "Um Poema de Amor".
- "Terra Querida".
- "Lenda do Boto".
- Abertura Sinfônica Centenário de Santarém" (1948).
- América 500 Anos" poema sinfônico (1992).
- "Cantata Nazarena" (deceto, 1993). Esta obra tem texto de José Wilson
- "Amazônia" - suíte em 3 movimentos, para jazz-band de 1996.
- "Vitória-Régia, O Amor Cabano - ópera. Esta obra tem libreto de seu filho José Wilson
- Tapajós Azul" - valsa para orquestra sinfônica de 1997.
- "As Pastorinhas - peça de teatro popular.

Há, ainda, 2 noturnos, 1 sonatina, dança coreográfica do Tipiti, inúmeras peças para coral a 2, 3 e 4 vozes, diversos números para piano solo, piano a 4 mãos, canto e piano, e várias peças de câmara, dobrados para banda, além de músicas sacras, inclusive Missas.

### Discografia
- Série "Nos Originais" – Vol. 3 (UFPA) (LP)
- "Rapsódia Amazônica" (Madrigal da Universidade Federal do Pará); (LP)
- "Memorial" (Tynnôko Costa);
- "Projeto Uirapuru - O Canto da Amazônia" – Vol. 1  através da Secretaria Estadual de Cultura do Pará);
- "A Música e o Pará" - Duo Pianístico da UFPA
- "Projeto Pará Instrumental" – Vol. 3 com a Amazônia Jazz Band.
- Série "Música Brasileira"- Estúdio GLB - Brasília, Vol. 1 (violino e piano);
- "Encontro com Maestro Isoca" - lançado na 2ª Bienal Internacional de Música de Belém,PMB, em setembro de 2002);
- "Solos do Nosso Solo 2 – Bob Freitas & Nego Nelson.
- "Prá início de conversa" - Grupo Vocal Vox Brasilis.
- "Andréa in Concert" - violino e piano, gravado, ao vivo, em 1997, no EE.UU.
- "As Pastorinhas 5 anos – Trilhas D’Água 3" – Coro Cênico da Universidade da Amazônia – UNAMA)
- "Sinfonia Amazônica", (em 2 volumes)- gravados pela Orquestra Jovem "Wilson Fonseca", de Santarém, regência de José Agostinho Fonseca Neto.
- "Centenário Wilson Fonseca" - CD gravado, sob os auspícios do Governo do Estado do Pará (Secult/PA), pela Orquestra Sinfônica do Theatro da Paz, em Belém (PA), sob a regência do Maestro José Agostinho da Fonseca Júnior (neto de Wilson Fonseca),  em homenagem ao centenário de nascimento do compositor, inclusive obras com arranjos orquestrais elaborados por Vicente José Malheiros da Fonseca (filho de Wilson Fonseca) e José Agostinho da Fonseca Júnior (neto do músico homenageado).

### Livro
- Meu Baú Mocorongo (6 volumes) - livro de pesquisas, recordações e reflexões sobre a vida histórica e sociocultural de Santarém e da Amazônia.

Seu filho José Wilson, por ocasião de seus oitenta anos, publicou o livro "Recital dos 80 Anos", que tem servido de base para pesquisas acadêmicas sobre o maestro.
Seu filho Vicente José Malheiros da Fonseca (magistrado, professor e compositor) escreveu diversos artigos sobre a vida e a obra musical de Wilson Fonseca, publicados na imprensa brasileira, e também elaborou vários arranjos orquestrais e camerísticos de composições musicais de seu pai.
O livro "A Vida e a Obra de Wilson Fonseca (Maestro Isoca)", impresso na Editora do Banco do Brasil, de autoria de Vicente José Malheiros da Fonseca, em homenagem ao centenário de nascimento do compositor santareno, é lançado no dia 17 de novembro de 2012, no Centro Recreativo, em Santarém (PA).

## Reconhecimento
A Revista Brasiliana nº 11  de maio de 2002, da Academia Brasileira de Música,  publicou o artigo "Tributo ao Maestro Wilson Fonseca", de autoria de seu filho Vicente José Malheiros da Fonseca.
Já a Lei Federal nº 11.338, de 03 de agosto 2006 (DOU 04.08.2008), denomina o Aeroporto de Santarém como "Aeroporto Maestro Wilson Fonseca", em homenagem ao compositor santareno.
A Lei Estadual nº 7.337, de 17.11.2009 (Diário Oficial do Estado do Pará nº 31.548, de 19.11.2009), declara como integrante do patrimônio cultural do Estado do Pará a obra musical e literária do Maestro Wilson Fonseca (Isoca).
A Lei Municipal nº 19.132, de 28..11.2012, denomina Rua Wilson Dias da Fonseca (Maestro Isoca), em Santarém (PA), justamente a rua (antiga Floriano Peixoto) onde nasceu e morou desde criança o compositor santareno, cujo centenário de nascimento se comemora em 2012. O Projeto de Lei é de autoria da Vereadora Marcela Tolentino de Matos (PDT).
Wilson Fonseca é o escritor e compositor homenageado da XVI Feira Pan-Amazônica do Livro de 2012, promovida pelo Governo do Estado do Pará, como de todas as ações que compõem a Feira e os Salões do Livro realizados em diversas cidades do Estado. A Feira é o quarto maior evento do gênero no Brasil e maior em programação cultural.